# Hartmut Wasser
Hartmut Wasser (* 16. April 1937 in Stuttgart; † 6. Juni 2024 in Waiblingen) war ein deutscher Politikwissenschafter,  Amerikanist und Hochschullehrer.

## Leben und Wirken
Hartmut Wasser studierte Politikwissenschaft an der Eberhard Karls Universität Tübingen und promovierte hier 1966 bei Theodor Eschenburg mit einer Arbeit Politische Bildung als Aufgabe. Bereits ab 1963 arbeitete er als Dozent für Stanford in Germany in Beutelsbach (Baden-Württemberg). 1968 wurde er Akademischer Rat an der Technischen Universität München, wo er sich 1975 habilitierte. Von 1971 bis 2002 war er Professor an der Pädagogischen Hochschule Weingarten. Außerdem nahm Wasser einen Lehrauftrag an der Universität Tübingen wahr. Er beschäftigte sich hauptsächlich mit der Geschichte und dem politischen System der USA und der Bundesrepublik Deutschland sowie mit Politischer Bildung.
Hartmut Wasser wohnte in Waiblingen.

## Schriften (Auswahl)
- Politische Bildung als Aufgabe. Zur Systematik des Politikunterrichts an der Oberstufe des Gymnasiums. Matthiesen, Hamburg 1967 (Dissertation Universität Tübingen).
- (mit Gerhard Binder): Deutschland, deine Legenden. Berichtigungen zur deutschen Geschichte von Bismarck bis Brandt. Deutsche Verlagsanstalt, Stuttgart 1974, ISBN 3-421-01684-4.
- Parlamentarismuskritik vom Kaiserreich zur Bundesrepublik. Analyse und Dokumentation. Frommann-Holzboog, Stuttgart 1974, ISBN 3-7728-0558-2.
- Demokratisierung der Gesellschaft. Chancen und Grenzen. Klett, Stuttgart 1976, ISBN 3-12-429500-5
- Demokratie als Prinzip staatlich-politischer Herrschaftsordnung. Klett, Stuttgart 1976, ISBN 3-12-429400-9.
- Weimar und Bonn. Zwei deutsche Republiken, ein Strukturvergleich. Klett, Stuttgart 1980, ISBN 3-12-429600-1.
- Die Vereinigten Staaten von Amerika. Porträt einer Weltmacht. Deutsche Verlagsanstalt, Stuttgart 1980, ISBN 3-421-01915-0.
- Das parlamentarische Regierungssystem der Bundesrepublik Deutschland. Klett, Stuttgart ISBN 3-12-429700-8.
- Die USA – der unbekannte Partner. Materialien und Dokumente zur politisch-sozialen Ordnung der Vereinigten Staaten von Amerika. Schöningh, Paderborn 1983, ISBN 3-506-77459-X.
- Wehr- und Zivildienst als Friedensdienst. Klett, Stuttgart 1985, ISBN 3-12-490170-3.
- (als Hrsg.): Die Ära Reagan. Eine erste Bilanz. Klett-Cotta, Stuttgart 1988, ISBN 3-608-91464-1.
- (als Hrsg.): Thomas Jefferson: Betrachtungen über den Staat Virginia. Manesse-Verlag, Zürich 1989, ISBN 3-7175-8158-9.
- (als Hrsg. zusammen mit Werner Kremp): USA. Politik, Gesellschaft, Wirtschaft. Leske und Budrich, Opladen 1991, ISBN 3-8100-0729-3 (4. überarb. Aufl. 2000)
- (als Hrsg.): Deutschland in der internationalen Politik. Pädagogische Hochschule, Weingarten 1992, ISBN 3-924945-95-0.
- (als Hrsg.): Europa in den neunziger Jahren. Visionen und Realitäten. Pädagogische Hochschule, Weingarten 1994, ISBN 3-924945-18-7.
- (als Hrsg.): Thomas Jefferson. Historische Bedeutung und politische Aktualität. Schöningh, Paderborn 1995, ISBN 3-506-79633-X.
- (als Hrsg.): Krisenphänomene westlicher Demokratien in den neunziger Jahren. Pädagogische Hochschule, Weingarten 1996, ISBN 3-924945-23-3.
- (als Hrsg.): Gemeinsinn und Bürgerpartizipation. Wunsch oder Wirklichkeit? Pädagogische Hochschule, Weingarten 1998, ISBN 3-924945-30-6.
- (als Hrsg.): 50 Jahre Grundgesetz. Historisch-politische Betrachtungen zur Verfassung der Bundesrepublik Deutschland. Pädagogische Hochschule, Weingarten 1999, ISBN 3-924945-35-7.
- (als Mitautor): Kommunitarismus und politische Bildung. Handreichungen. Kovač, Hamburg 2001, ISBN 3-8300-0326-9.
- Die große Vision. Thomas Jefferson und der amerikanische Westen. VS Verlag für Sozialwissenschaften, Wiesbaden 2004, ISBN 3-8100-4139-4.
- (als Hrsg.): Der weite Weg nach Westen. Die Tagebücher der Lewis & Clark Expedition 1804-1806. Edition Erdmann, Lenningen 2007, ISBN 978-3-86503-042-9.
- Verdi und Wagner. Oper und Politik. Schwoerer, Waiblingen 2013 (3. erw. Auflage 2015), ISBN 978-3-927704-33-6.
- (als Mithrsg.): Manfred Henninger – Eine Freundesschrift. Schwoerer, Waiblingen 2017, ISBN 978-3-927704-36-7.
- Der unaufhaltsame Weg der Amerikaner zur imperialen Präsidentschaft. Präsident Trumps Ambitionen auf eine zweite Amtszeit. Schwoerer, Waiblingen 2020, ISBN 978-3-927704-40-4.